# 阿富汗足球協會
阿富汗足球協會（波斯語：‎，普什圖語：‎）是阿富汗伊斯兰共和国管理国内足球的官方机构，主要管理阿富汗国家足球队和阿富汗全国足球联赛。协会成立于1922年，1948年加入国际足球协会、1954年加入亚洲足球联合总会。